# ちのえん
ちのえんは、ストリーミングサービスSHOWROOMで配信されていた番組。

## 概要
音響監督、声優、ライバーたちが音声配信サービス「LisBo（リスボ）」を紹介しつつ、オーディオブックや声優業界に関する自由なトークを繰り広げるライブ配信番組。番組名は「知のエンターテインメント」の略。
番組スタート当初は雨宮正武と星守紗凪の二人だけのトーク番組であったが、星守の降板後は様々なゲストやアシスタントが週替わりで出演。雨宮正武は、基本的に声だけで毎回登場。
また、「無名の実力者の発掘」を目的とした朗読声優オーディションを計3回開催した。

## 沿革
- 2018年5月 - SHOWROOMにて配信スタート
- 2020年8月 - 第1回 LisBo朗読声優オーディション開催（グランプリ：闇月芽愛、準グランプリ：天宮カレン）[3]
- 2020年11月 - 第2回 LisBo朗読声優オーディション開催（グランプリ：姫咲真理愛、準グランプリ：桜木つぐみ）[4]
- 2021年10月 - 第3回 LisBo朗読声優オーディション開催（グランプリ：本庄美峰、審査員特別賞：谷始央理）[5]
- 2024年3月 - 配信終了

## 主な出演者
- 雨宮正武（音響監督・声優）
- 星守紗凪（声優・女優）
- むらかみゆりえ（声優・女優）
- 友木りえこ（声優・女優）
- 篠原夢（声優）
- 古寺洋子（声優）
- 兎野本ゆうか（声優）
- 杉たまこ（声優）
- 天ノ崎稜奈（声優）
- 望月愛（声優）
- 筧恵（声優）
- 三嵜かなえ（声優）
- 山田奏沙（声優）
- 村上広美（声優）
- 上梨紬（声優）
- 彩高よつ葉（声優）
- 真名瀬日和（声優）
- 本岡麗（声優）
- 松田佳子（声優）
- 杉野咲耶（声優）
- はるにゃん（アイドル）